# Skelmorlie-Staudamm

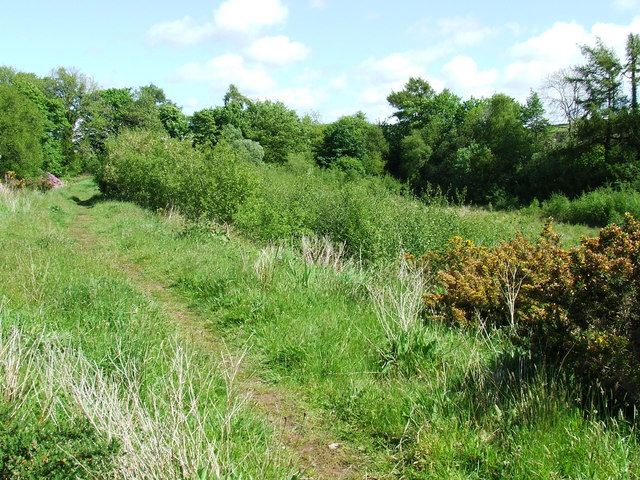
Überreste

Der Skelmorlie-Staudamm war der untere Damm von zwei benachbarten Stauseen bei Skelmorlie in North Ayrshire, Schottland. Er brach am 18. April 1925 und verursachte eine Flutwelle, bei der fünf Menschen ihr Leben verloren.

## Stauanlage
Der Stausee war die Hauptwasserversorgung des Dorfes Skelmorlie und im Besitz von „Eglinton Estate“. Der Staudamm war 1861 von einem umherziehenden Unternehmer namens Navvy Young und seinen bunt zusammengewürfelten Arbeitern gebaut worden. Die Stauanlage war seit ihrer Errichtung wenig gewartet worden und schon lange ein Grund für Besorgnis.

## Dammbruch
Am Vorabend und auch am Morgen des Unglückstages um 8:30 Uhr war der Staudamm noch routinemäßig inspiziert worden. Es gab keine Besonderheiten, aber der für die Stauanlage verantwortliche Aufsicht führende Forstmeister Robert Donaldson stellte fest, dass von dem 18 Zoll im Durchmesser messenden Überlaufrohr nur noch drei Zoll über dem Wasserspiegel lagen.
Am 18. April regnete es stark und es war stürmisch. Starke Winde fegten aus Norden und Nordosten über den See. Das Wasser spritzte über die Dammkrone auf die Böschung. Auch im Ort waren die Straßen vom heftigen Regen schon überflutet. Der Damm brach plötzlich und einige Millionen Gallonen (einige Tausend Kubikmeter) Wasser stürzten durch das Zentrum des Dorfes. Die Flutwelle dauerte 10 Minuten, danach waren viele Häuser, Straßen und Gärten zerstört und fünf Personen, davon vier Kinder, ertrunken.
Das Bauwerk wurde nicht wieder aufgebaut. Die Überreste sind heute noch zu sehen.

## Ursachen
Aus den Angaben kann geschlossen werden, dass die Kapazität des Beckenüberlaufs (die Hochwasserentlastung) dem Hochwasser nicht gewachsen war und überströmendes Wasser den Damm fortgespült hat.

## Sonstiges
Im selben Jahr geschah noch ein weiterer Stauanlagenunfall in Großbritannien: Eigiau und Coedty.